# Владимир Бешков
Владимир Анастасов Бешков е български зоолог, херпетолог, работил в Института по зоология към Българска академия на науките, доцент.

## Произход и образование
Владимир Бешков е роден в София на 10 септември 1935 г. в семейството на известния български географ проф. Анастас Бешков, член на Българската академия на науките. Детството си прекарва в Свищов, където работи баща му. През 1959 г. завършва факултета по Биология, геология и география към Софийския университет и започва работа в Института по зоология към БАН. През 1978 г. защитава дисертация върху екологичните и биологични особености на змиите в Малашевска планина; през 1995 г. се пенсионира като доцент. Неговият син Стоян е ентомолог в Националния природонаучен музей при БАН.

## Научни приноси
Д-р Бешков е основополагаща фигура в българската херпетология. От особено значение са приносите му при изучаването на биологията на змиите от Малашевска планина, в която се срещат 2/3 от всички видове змии в България. Друг феномен, открит от Бешков, е сезонната вертикална миграция на планинска жаба (Rana temporaria) в местността „Мухалница“ край Ботевград. Освен че допълват знанията за биологията и поведението при жабата, неговите изследвания допринасят и за това „Мухалница“ да стане първата защитена местност в България, обявена изключително с цел опазването на вид земноводно. Изследванията му върху вида гръцка жаба (Rana graeca) са с голямо значение за изясняването на биологията при това сравнително слабо проучено земноводно. Огромен е приносът му към херпетологичната фаунистика в България и изграждането на модели на разпространение за различните видове. В края на 1970-те години Бешков започва кампания за защита на сухоземните костенурки, като работи за опазването и на други български видове влечуги и земноводни, и на него се дължат някои законодателни промени в това отношение. Сред основните му приноси са текстовете за земноводни и влечуги в първото и второто издание на Червената книга на България. Същевременно той е и консултант в редица научнопопулярни филми за дивата природа и носител на високи международни отличия.
Бешков е и опитен пещерен изследовател, като заедно с проф. Петър Берон е посетил (в някои случаи и открил) различни пещери по целия свят. През целия си живот той е страстен пътешественик, посетил множество държави. Автор е на 83 научни публикации върху таксономията, екологията, биологията и разпространението на българските видове прилепи, земноводни и влечуги. По време на своите пътувания Бешков е събирал различни безгръбначни животни, като в негова чест името му носят един род пещерни бръмбари (Beskovia) и 12 вида и подвида животни от различни групи (Nematoda, Isopoda, Chilopoda, Diplopoda, Araneae, Acari, Coleoptera, Amphibia) от България, Гърция, Индонезия (Суматра) и Уганда.